# Gregor Brandmüller
Pour les articles homonymes, voir Brandmüller.
Gregor Brandmüller, aussi francisé en Grégoire Brandt-Muller ou Brand-Muller, né à Bâle le 25 août 1661 et mort dans la même ville le 7 juin 1691, est un peintre, portraitiste et peintre d'histoire.

## Biographie
Il travaille dans l'atelier de Charles Le Brun à Paris de 1678 à 1680 avant de collaborer à la décoration du Château de Versailles à partir de 1681. Puis, Gregor Brandmüller obtient un premier prix de Rome en peinture en 1684, sur le thème Enos fils de Seth, commence à invoquer le nom du seigneur.
Il séjourne à Rome à la villa Médicis en 1684.
De retour à Bâle en 1685, il fut admis dans une corporation en 1686 et fréquente plusieurs cours allemandes. 

## Œuvres dans les musées
- Les Trésors de l'Amérique ou Les quatre parties du monde, 1682, huile sur toile, 162 x 195 cm, musée du Nouveau Monde, La Rochelle[5]